# Босый, Павел Иванович
Павел Иванович Босый — советский военный деятель, генерал-майор.

## Биография
Родился в 1902 году в деревне Елизаветградка. Член КПСС.
Участник Гражданской войны в составе ВЧК.
Окончил школу политсостава, Высшую пограничную школу ОГПУ.
С 1924 года — в Пограничных войсках: временный помощник коменданта по политической части 12-го ПО УПО, помощник по секретно-оперативной части (СОЧ) начальника 16-го Дзержинского пограничного отряда, комиссар, начальник заставы, начальник штаба 48-го Таджикского пограничного отряда, начальник 94-го Сколинского пограничного отряда ПВ НКВД УССР.
Участник Великой Отечественной войны: начальник Сколинского пограничного пограничного отряда, начальник охраны войскового тыла 38-й армии, командир сводного отряда пограничников, начальник 67-го пограничного отряда НКВД, командир 92-го пограничного полка НКВД по охране тыла фронта, начальник 1-го (оперативного) отделения штаба Управления войск НКВД по охране тыла Южного фронта, заместитель начальника штаба Управления войск НКВД по охране тыла Черноморской Группы Войск Северо-Кавказского фронта. заместитель начальника штаба Управления войск НКВД по охране тыла Закавказского фронта, начальник штаба Управления войск НКВД по охране тыла Черноморской группы войск, Северо-Кавказского фронта, Отдельной Приморской армии, 4-го Украинского фронта
В 1946—1957 гг. — заместитель начальника штаба управления Пограничных войск НКВД Молдавского округа, заместитель начальника, начальник штаба Пограничных войск КГБ Восточного округа.
В 1957—1962 гг. — начальник войск Восточного пограничного округа КГБ.
Избирался депутатом Верховного Совета Казахской ССР V созыва. Делегат XXII съезда КПСС.
Умер в Киеве в 1975 году.

## Награды
- Орден Ленина
- Орден Красного Знамени (дважды)
- Орден Отечественной войны I степени (дважды)
- Орден Отечественной войны II степени
- Орден Красной Звезды (дважды)